# Escriptura automàtica
L'escriptura automàtica és una forma de fer que aflori el subconscient. Consisteix a situar el llapis sobre el paper i començar a escriure, deixant fluir els pensaments sense cap coerció moral, social ni de cap tipus. És un mètode defensat i usat principalment per André Breton i els surrealistes, en la primera meitat del segle xx, considerant que d'aquesta forma el jo del poeta es manifesta lliure de qualsevol repressió i deixant créixer el poder creador de l'ésser humà fora de qualsevol influx castrant.
El seu propòsit és vèncer la censura que s'exerceix sobre l'inconscient, gràcies a uns actes creatius no programats i sense sentit immediat per a la consciència, que escapen a la voluntat de l'autor. Llavors compon directament l'inconscient, alliberat de la censura.
És un mitjà d'alliberament de l'individu, adoptant-lo com a eina de treball. És per mitjà de l'automatisme verbal o físic que descobrim el funcionament real del pensament.